# بلدة لينكولن (مقاطعة نيوايغو)
لينكولن، مقاطعة نيوايغو (بالإنجليزية: Lincoln Township, Newaygo County, Michigan)‏ هي بلدة تقع بولاية ميشيغان في الولايات المتحدة. تبلغ مساحتها 92.2 (كم²)، وترتفع عن سطح البحر 293 م، بلغ عدد سكانها 1338 نسمة في عام تعداد الولايات المتحدة 2000 حسب إحصاء مكتب تعداد الولايات المتحدة وتصل الكثافة السكانية فيها 14.7 نسمة/كم2.

## وصلات خارجية
- The US50 - Cities and Towns in Michigan State
- Michigan Cities and Towns, Facts, Map, Flag, Colleges, Government, and More